# Эпод (жанр)
Эпо́д (от греч. ἐπῳδός — припев) — в античной поэзии ямбическое двустишие, или дистих, состоящий из триметра и диметра. Более длинная строка ощущалась как запев, а более короткая — как довесок к ней, припев (собственно эпод). Эта форма, впервые разработанная Архилохом, позже имитировалась в латинской поэзии — например, у Горация в «Книге эподов» (лат. Epodon Liber) — как осознанный архаизм:
(1) Beatus ille, qui procul negotiis,

Ut prisca gens mortalium,

(2) Paterna rura bobus exercet suis,

Solutus omni faenore…
(1) Блажен лишь тот, кто суеты не ведая,

Как первобытный род людской,

(2) Наследье дедов пашет на волах своих,

Чуждаясь всякой алчности…

Перевод А. Семёнова-Тян-Шанского
Как отмечал И. М. Тронский по поводу эподов Горация,

«архилоховскими» в эподах являются лишь метрическая форма и агрессивный тон, соединенный с известным элементом дидактики; содержание и стиль свидетельствуют о высокой культуре поэта, который свободно использует литературное наследие разных эпох, но создает вполне оригинальные и притом острые и действенные произведения.